# Épercieux-Saint-Paul
Épercieux-Saint-Paul – miejscowość i gmina we Francji, w regionie Owernia-Rodan-Alpy, w departamencie Loara.
Według danych na rok 1990 gminę zamieszkiwało 446 osób, a gęstość zaludnienia wynosiła 56 osób/km² (wśród 2880 gmin regionu Rodan-Alpy Épercieux-Saint-Paul plasuje się na 1193. miejscu pod względem liczby ludności, natomiast pod względem powierzchni na miejscu 1282.).